# Augusta de Bavière
- Augusta de Bavière, (en langue allemande : Auguste Maria Luise von Bayern), née le 28 avril 1875 à Munich, morte le 25 juin 1964 à Ratisbonne[1] est une princesse de Bavière.{{}}

## Famille
Augusta de Bavière est la fille de Léopold de Bavière et de Gisèle d'Autriche, et de ce fait la petite-fille de l'empereur-roi François-Joseph.

### Mariage
Le 15 novembre 1893, à Munich, elle épousa Joseph-Auguste de Habsbourg-Lorraine, fils de Joseph de Habsbourg-Lorraine et de son épouse Clotilde de Saxe-Cobourg-Kohary.
De cette union naîtront trois filles et trois garçons :
- Joseph-François de Habsbourg-Lorraine (1895-1957) ;
- Gisèle de Habsbourg-Lorraine (1897-1901) ;
- Sophie de Habsbourg-Lorraine (1899-1978) ;
- Ladislas de Habsbourg-Lorraine (1901-1946) ;
- Matthias de Habsbourg-Lorraine (1905-1905) ;
- Magdalena de Habsbourg-Lorraine (1909-2000), peintre et sculptrice[1].

## Biographie

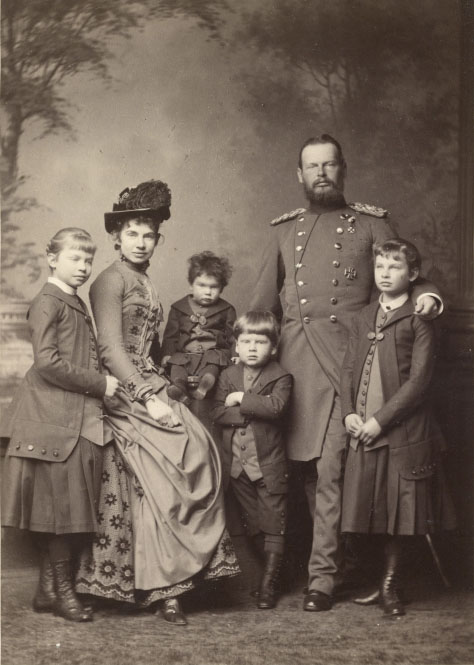
Augusta de Bavière ses parents, Gisèle d'Autriche et Léopold de Bavière et ses frères et sœurs.

Au cours de la Première Guerre mondiale, au sein de la Croix-Rouge, Augusta de Bavière avec d'autres personnalités de la noblesse (comme l'impératrice Zita de Bourbon-Parme), se consacra aux soins des blessés et au soutien financier de cette organisation. En 1918, elle fonda le Gold für Eisen mouvement destiné à encourager les aristocrates et les familles bourgeoises à soutenir l'effort de guerre de l'Empire austro-hongrois en donnant leurs bijoux en or.
Après la guerre, elle fut présidente de plusieurs associations caritatives.
En 1944, Augusta de Bavière et son époux quittèrent la Hongrie et s'établirent aux États-Unis, quelque temps plus tard, le couple s'installa en Bavière chez sa belle-sœur, la princesse Marguerite-Clémentine de Tour et Taxis.

### Décès
Âgée de 89 ans, Augusta de Bavière meurt le 25 juin 1964 à Ratisbonne. Elle fut inhumée aux côtés de son époux dans le cimetière de Rain, petit village bavarois. En 1992, leurs dépouilles furent transférées dans la crypte du château de Buda.

## Généalogie
Par son père, Augusta de Bavière est la petite-fille de Léopold de Bavière et de son épouse Augusta de Habsbourg-Toscane et l'arrière-petite-fille du roi Louis Ier de Bavière et de son épouse Thérèse de Saxe-Hildburghausen. Par sa mère, l'archiduchesse Gisèle d'Autriche, elle est la petite-fille de François-Joseph Ier d'Autriche et de son épouse Élisabeth de Wittelsbach (Sissi), l'arrière-petite-fille de François-Charles d'Autriche et de son épouse Sophie de Bavière.